# Eric Mickan
Eric Mickan ist ein deutscher Moderator und Redakteur in der ARD.
Mickan begann seine Karriere 2007 mit einem Volontariat beim Privatsender Energy Sachsen. Dort betreute und moderierte er die Sendung Brandneu.
Im Jahre 2011 wechselte er zu Fritz, dem Jugendradio des RBB, bei dem er bis 2014 die Morgensendung Radiofritzen am Morgen moderierte. Von Juni bis Dezember 2013 moderierte er außerdem den Liveevent Fritz Kneipenquiz an wechselnden Orten in Berlin und Brandenburg. Bis April 2017 war er mit den Radiofritzen am Nachmittag auf Sendung sowie regelmäßig in der Talksendung Blue Moon zu hören. Seit Mai 2017 moderiert er Guten Morgen Brandenburg bei Antenne Brandenburg zusammen mit seiner Moderationskollegin Franziska Maushake. Er ist auch für Sputnik, die Jugendwelle des MDR tätig, bei der er die Sendungen Popkult, Soundcheck und Roboton moderiert und moderiert im Programm von Radio Eins.